# Матеуш Мйончинський

Графський герб Мйончинських

Матеуш Мйончинський (21 жовтня 1800, с. Пеняки — 11 вересня 1863, Краків) — граф, польський громадський діяч в Галичині. Член Галицького станового сейму. Тесть графа Дідушицького Володимира.

## Життєпис
Батько (Матеуш — його молодший син) — Ігнацій Мйончинський, колекціонер, меценат, підприємець. Матір — дружина батька Анеля з Бельських гербу Єліта (30.3.1767—17.2.1832), шлюб взяли 21 січня 1784, Львів.
Дідич Піщан, Залізців. 1842 року його коштом було встановлено годинник на вежі костелу піярів у Золочеві. Недовго був дідичем Бучача, яким став після брата дружини Адама Потоцького (потім знову став попередник). Був членом Галицького станового сейму.
Зять графа Марцелія Мар'яна Потоцького, дружина — Клементина Потоцька, уродженка Тисмениці, шлюб — 21 листопада 1830 року. Дочка Альфонсина (20.IX.1836—19.II чи 1.III.1919) — дружина графа Дідушицького Володимира., сприяла розбудові родинного палацу у Львові